# Giorgio Zito
Giorgio Zito, pseudonimo di Giorgio Bennato (Napoli, 4 ottobre 1949 – Napoli, 16 gennaio 2024), è stato un cantautore, chitarrista e produttore discografico italiano.

## Biografia
Figlio di Carlo Bennato e Adele Zito, in gioventù formò con i fratelli più grandi Edoardo ed Eugenio il "Trio Bennato", suonando banjo e percussioni. Spinto dalla madre, intraprese come i suoi fratelli la carriera musicale: diventò quindi tecnico del suono nei concerti di Edoardo, registrando anche alcune canzoni (ad esempio Cantautore, inserita nell'album La torre di Babele del 1976).
Dopo due 45 giri pubblicati sotto il nome "B. Band", formò un gruppo rock, i "Diesel", insieme a Fabio Ponti (chitarra elettrica), Enzo Caponetto (seconda chitarra), Mauro D'Addato (basso) e Sasà Riemma (batteria). Giorgio, che nella band cantava e suonava la chitarra acustica, decise di presentarsi con il cognome della madre, Zito, per non sfruttare la fama dei fratelli.
Ottenuto un contratto discografico con la Lupus, partecipò al Festival di Sanremo 1980 con Ma vai, vai!. Incise poi due 33 giri e un 45 giri per la Polydor. Nello stesso periodo prese parte con i Diesel al programma televisivo Napoli prima e dopo, in cui ebbe l'occasione di collaborare con James Senese e Tullio De Piscopo.
Nel 1980 fondò insieme ai fratelli le Edizioni musicali Cinquantacinque, mentre nel 1985 la casa discografica Cheyenne Records. Diventò amministratore e direttore artistico delle due società e dalla metà degli anni '80 si occupò principalmente di comporre e produrre per artisti esordienti lanciati dalla Cheyenne. Nel 1988 scrisse Una città che vola insieme al fratello Eugenio, incisa da Pietra Montecorvino. Cantò nei due album di Enzo Canoro, Come noi (1991) e Light (1995), da lui anche prodotti.
Tornò a incidere con i Demonilla, gruppo rock di Napoli, firmando con loro gli album Evoluzione (2007) e In attesa di giudizio (2015).
Morì a Napoli il 16 gennaio 2024 all'età di 75 anni. per complicazioni del covid sars-19.

## Discografia

### Album in studio
- 1980 – Un posto all'inferno (Lupus, LULP 14902)
- 1981 – Avanti un altro (Lupus, LULP 14904)
- 2007 – Evoluzione (Cheyenne, CYR020; con i Demonilla)
- 2015 – In attesa di giudizio (Cheyenne, CYR042; con i Demonilla)

### Raccolte
- 2019 – Racconta (Cheyenne, CYR046)

### Singoli
- 1975 – G's Rock/Coming In My Mind (RCA Victor, TPBO 1156; come B. Band)
- 1977 – It Was Nice/Che te ne fai (RCA Italiana, PB 6026; come B. Band)
- 1980 – Ma vai, vai!/Regina della notte (Lupus, LUN 4905)
- 1981 – Com'è possibile/È inutile (Lupus, LUN 4922)
- 1983 – Chi la fa l'aspetti/Non so se tu ci stai (Polydor, 810580-7)
- 2017 – Domani (con Edoardo ed Eugenio Bennato)

### Partecipazioni
- 1987 – AA.VV. Sud (Cheyenne Records, CYLP 611), con il brano Ho bisogno di soldi
- 1991 – Enzo Canoro, Come noi (Cheyenne, VDICD 128), seconda voce nel brano L'universo ci guarda
- 1995 – Enzo Canoro, Light (Cheyenne, 8 34362 2), con i brani Maggie e Stella del futuro
- 2022 – Marco Tavano, Fine (Cheyenne, CYR048), seconda voce nel brano E noi

### Brani scritti per altri interpreti
| Titolo                   | Anno | Interprete          | Pubblicazione                    | Autore/i del testo                             | Autore/i della musica                                |
| ------------------------ | ---- | ------------------- | -------------------------------- | ---------------------------------------------- | ---------------------------------------------------- |
| La fine del mondo        | 1969 | Edoardo Bennato     | Marylou/La fine del mondo        | Herbert Pagani                                 | Edoardo Bennato, Eugenio Bennato, Giorgio Bennato    |
| Una città che vola       | 1988 | Pietra Montecorvino | Una città che vola/Tutta pe' mme | Eugenio Bennato                                | Giorgio Bennato, Gino Magurno                        |
| Et voilà                 | 1991 | Tony Cercola        | Et voilà                         | Giorgio Bennato, Gino Magurno, Tony Cercola    | Gino Magurno, Tony Cercola                           |
| Solo flash               | 1995 | Enzo Canoro         | Light                            | Giorgio Bennato, Vincenzo Canoro, Gino Magurno | Giorgio Bennato, Vincenzo Canoro, Gino Magurno       |
| Solo una canzone         | 1995 | Enzo Canoro         | Light                            | Giorgio Bennato, Vincenzo Canoro Gino Magurno  | Giorgio Bennato, Vincenzo Canoro, Gino Magurno       |
| Ancora amore per te      | 1995 | Enzo Canoro         | Light                            | Vincenzo Canoro                                | Giorgio Bennato, Vincenzo Canoro                     |
| Vorrei                   | 1995 | Enzo Canoro         | Light                            | Giorgio Bennato, Vincenzo Canoro               | Giorgio Bennato, Vincenzo Canoro                     |
| Si tratta dell'amore     | 2000 | Edoardo Bennato     | Sembra ieri                      | Edoardo Bennato, Gino Magurno                  | Giorgio Bennato, Gino Magurno                        |
| Tu sei la mia rovina     | 2004 | Demonilla           | Voodoo pizza                     | Francesco Grosso                               | Giorgio Bennato, Marilina Natoli                     |
| Troppe volte             | 2007 | Demonilla           | Evoluzione                       | Giorgio Bennato, Francesco Grosso              | Marilina Natoli                                      |
| Necessaria e sufficiente | 2011 | Luca Napolitano     | Fino a tre                       | Edoardo Bennato, Gino Magurno                  | Giorgio Bennato, Gino Magurno                        |
| Ricordo te ma non vorrei | 2012 | IVALUDA             | IN3CCI SONORI                    | Giorgio Bennato                                | Ivan Calabrese, Luciano De Fortuna, Daniele De Santo |
| Dove sei                 | 2012 | IVALUDA             | IN3CCI SONORI                    | Giorgio Bennato                                | Ivan Calabrese, Luciano De Fortuna, Daniele De Santo |
| Se ti guardo             | 2012 | IVALUDA             | IN3CCI SONORI                    | Giorgio Bennato                                | Ivan Calabrese, Luciano De Fortuna, Daniele De Santo |